# Xylocopa augusti
Xylocopa augusti es una especie de abeja carpintera o abejorro carpintero que se encuentra en algunos países de Sudamérica.

## Descripción
Es una especie que habita en Argentina, Brasil, Paraguay y Uruguay, aunque también se han encontrado ejemplares en Chile, particularmente en la zona central. Es una abeja grande, siendo su longitud entre 25 y 30 mm. La especie presenta dismorfismo sexual: el macho es anaranjado y la hembra es mayormente negra, excepto los costados de su abdomen que son anaranjados.

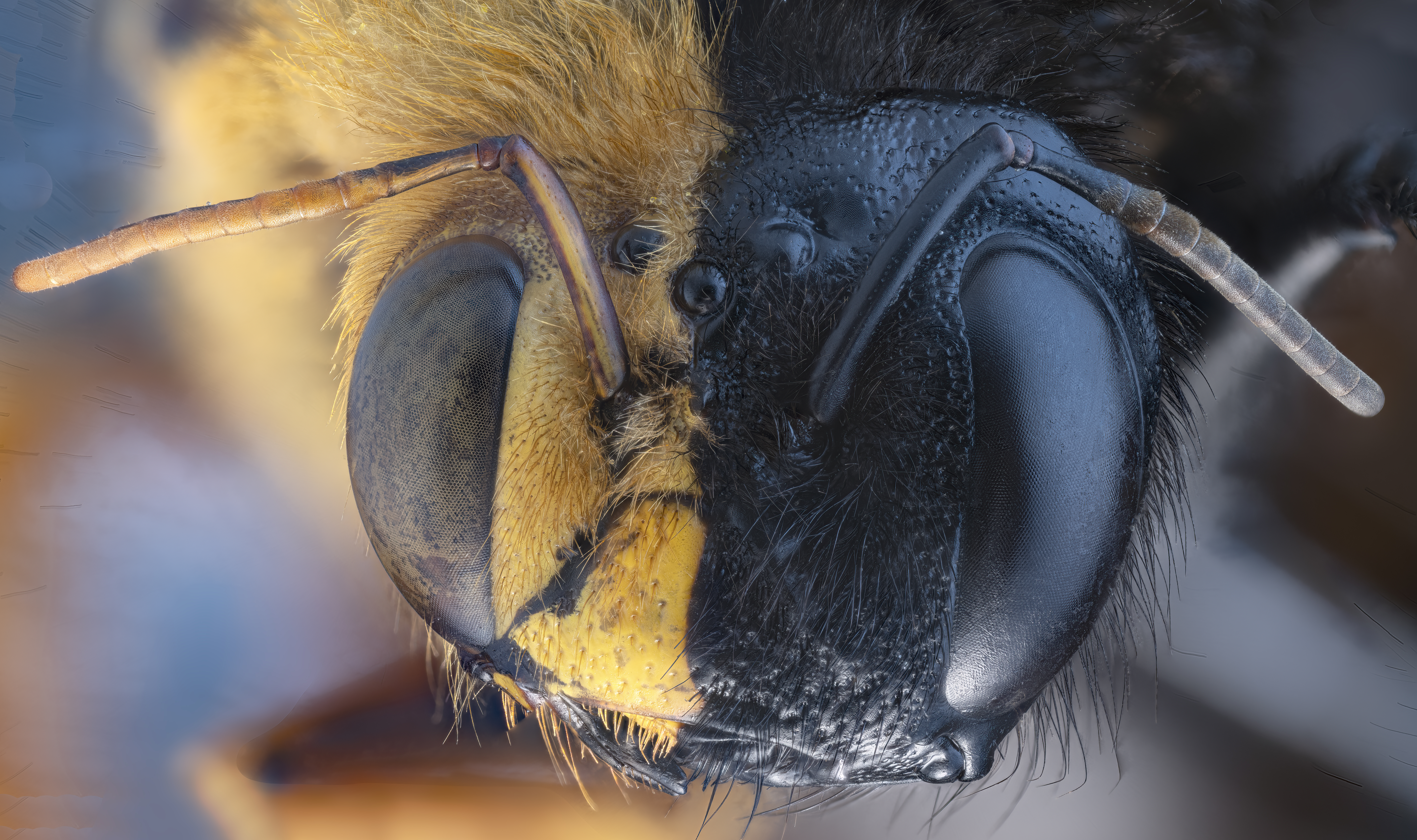
Manganga amarillo, cabeza